# Boarta
Boarta (węg. Mihályfalva) – wieś w Rumunii, w okręgu Sybin, w gminie Șeica Mare. W 2011 roku liczyła 414 mieszkańców.